# Département Bouches-de-l’Escaut

Landkarte der Départements in der heutigen Benelux-Region

Das  Département des Bouches de l’Escaut (deutsch Departement der Scheldemündungen; niederländisch Departement der Monden van de Schelde) war ein von 1810 bis 1813 zum französischen Staat gehörendes Département. Benannt war es nach dem Mündungsgebiet der Schelde. Dieses Departement ist nicht zu verwechseln mit dem südlich liegenden Département de l’Escaut (Departement der Schelde), das von 1795 bis 1814 ebenfalls zu Frankreich gehörte.

## Geschichte
Der König von Holland trat auf Grund eines Pariser Traktats vom 16. März 1810, “ganz Seeland, mit Einschluss der Inseln Schouwen und Geldern auf der linken Seite der Waal” an Frankreich ab, so dass die Grenze zwischen Holland und Frankreich durch den Talweg der Waal von Schenkenschanz an gebildet wurde. Dieser Landstrich sollte ein eigenes Departement bilden. 
Das Gebiet des Departements gehört heute zur niederländischen Provinz Zeeland.

## Gliederung
Hauptort (chef-lieu) des Departements bzw. Sitz der Präfektur war die Stadt Middelburg in der heutigen niederländischen Provinz Zeeland. Es war in drei Arrondissements und zehn Kantone eingeteilt:
| Arrondissement | Hauptorte der Kantone, Sitz der Friedensgerichte |
| -------------- | ------------------------------------------------ |
| Middelbourg    | Middelburg, Veere, Vlissingen,                   |
| Goes           | Goes, Heinkenszand, Kortgene, Kruiningen         |
| Zierikzee      | Zierikzee, Brouwershaven, Tholen                 |

Das Departement hatte eine Fläche von 680 Quadratkilometern und im Jahr 1812 insgesamt 76.820 Einwohner.